# Pergamonmuseet
Pergamonmuseet eller Pergamon-Bode-Nationalmuseum ligger på Museumsøen i Berlin. 
I Pergamonmuseet er samlet kunstskatte fra de gamle ægyptiske, hellenistiske og byzantinske kulturer i mellemøsten, blandt andet det smukke Pergamonalter.  Fra Babylon kommer Istharporten.
Museet åbnede i 1930 som den femte og sidste bygning på Museumsinsel nær Berlins centrum. Det blev delvis ødelagt i 1945, men genopbygget.